# Sphodromantis aurea
La Sphodromantis aurea è una mantide del genere Sphodromantis, diffusa in Africa.

## Aspetto
La sphodromantis aurea è una mantide molto robusta che non disdegna nessun tipo di preda, catturando prede anche più grandi di sé. Ha il capo molto massiccio e largo. Le femmine adulte sono molto grandi, arrivando a misurare 7,5-8,5 centimetri, mentre il maschio adulto 6-8 centimetri. Ha delle nervature sulle ali che le rendono simili a foglie.
Le zampe raptatorie sono molto robuste con spine molto evidenti.

## Habitat
Vive in Liberia e Ghana.

## Comportamento
Ha un carattere molto aggressivo e ha mandibole molto robuste. Può attaccare e divorare qualunque cosa le passi vicino senza timore.

## Aspettativa di vita
Le femmine raggiungono lo stadio adulto in cinque o sei mesi (tre o quattro per i maschi), raggiungendo la maturità sessuale in due o tre settimane (i maschi leggermente prima).

## Ooteche
Dopo una o due settimane dall'accoppiamento, la femmina deporrà delle oteche che conterrano dalle 60 alle 200 neanidi l'una (una femmina può deporne fino a 5). Le neanidi saranno molto aggressive tra di loro, con episodi frequenti di cannibalismo.